# Stadio Santo Domingo
Lo stadio Santo Domingo (in spagnolo Estadio Santo Domingo) è uno stadio di calcio di Alcorcón, città spagnola della comunità di Madrid.
Ospita le gare interne dell'Agrupación Deportiva Alcorcón. Inaugurato nel 1999 con la partita tra i padroni di casa e il Real Madrid, il cui esito fu un pareggio a reti inviolate (0-0), ha un campo di gioco di erba naturale e una capacità di 3 000 spettatori.

## Storia
Il 27 ottobre 2009 è stato giocato al Santo Domingo il primo turno della Copa del Rey 2009-2010 tra l'Alcorcón, allora militante in Segunda División B, e il Real Madrid. A causa del sorprendente risultato di 4-0 in favore dell'Alcorcón, lo stadio ha ricevuto il nome di "Alcorconazo". Nella partita di ritorno, giocata allo Stadio Santiago Bernabéu, nonostante la sconfitta per 1-0, l'Alcorcón è riuscito ad accedere al turno successivo con il risultato complessivo di 4-1.

## Altri eventi sportivi
Il 30 agosto 2015 l'impianto sportivo è stato sede dell'incontro tra le nazionali di football americano di Spagna e Israele, valido per le qualificazioni al campionato europeo di football americano 2018. Il match è stato vinto da Israele col risultato di 20-28.

## Piani di espansione
Verso la fine della stagione sportiva 2011-12, anno in cui la squadra giocava in Segunda Division, il club raggiunse la finale playoff per accedere nella massima serie spagnola. Così venne preso in considerazione un ampliamento delle gradinate per ospitare più spettatori. Purtroppo l'Alcorcón perse la sfida contro il Real Valladolid con il risultato totale di 1-0 tra le partite di andata e ritorno vedendo sfumare la promozione. Attualmente lo stadio ha una capienza di 7.900 posti.